# Poção de Pedras
Poção de Pedras é um município brasileiro do estado do Maranhão. Sua população estimada em 2016 era de 19.708 habitantes (IBGE - 2016).
Está localizado na Mesorregião do Centro Maranhense, Microrregião do Médio Mearim e Região de Planejamento do Médio Mearim.

## História
No ano de 1919, um caçador de subsistência denominado de “Manoel Oliveira” percorrendo as matas desta região encantou-se com a beleza e a fartura de caça nesta área, terras viáveis para a agricultura e pecuária cheia de vales, planícies, igarapés com águas límpidas e transparentes, em abundância. Com esta descoberta “Manoel Oliveira” resolveu desbravar um pouco dessas matas para explorar na agricultura. Com ele, outros cidadãos vieram para a região com a mesma finalidade iniciando assim a povoação do lugar. Que teve como primeiros habitantes os senhores “Manoel Oliveira e seus familiares”, “Pedro Eugênio”, “Manoel Segundo de Oliveira”, “Pedro Lima” e “Raimundo Vieira”, provavelmente estes cidadãos eram naturais dos Estados do Maranhão, Piauí, Ceará ou Pernambuco. Depois de se fixarem nesta terra iniciou-se o período de exploração da área quando estes primeiros habitantes da nova terra descobriram um enorme igarapé de águas límpidas e transparentes com grande fartura de pescados. Neste igarapé havia um poço que devido sua tamanha dimensão e beleza, possuindo no fundo deste lago uma enorme quantidade de pedras, que os novos habitantes passaram a denominar de “Poção”. Nome que mais tarde recebeu o povoado às margens deste lago, sendo posteriormente oficializado com este nome.
Já como Distrito, pertencia politicamente ao município de Pedreiras (que tem como sede a cidade de Pedreiras, conhecida por “Princesa do Mearim”, devido ser banhada pelo Rio Mearim que passa no centro desta cidade), era um dos seus principais Distritos, entretanto com o grande crescimento demográfico, este Distrito foi criando condições socioeconômicas e políticas para emancipar-se como município. E no Governo Estadual de Newton de Barros Bello, através de um Decreto Lei nº 2.181, com publicação em Diário Oficial em 30 de Dezembro de 1.961, (num sábado), com data de publicação do Rio de Janeiro, foi criado o município de Poção de Pedras, no ano seguinte em 20 de janeiro de 1962, outro ato de Governador lisonjeou beneficamente o novo município, com a nomeação de seu primeiro interventor, Francisco de Assis e Silva, que mais tarde neste mesmo ano em 12 de outubro, o segundo ato do Governo Newton Belo, nomeado Antônio Vieira Vasconcelos, como segundo Interventor ficando este até a instalação deste município que só foi oficializada em 20 de janeiro de 1.963. Com a posse dos representantes eleitos pelo sufrágio popular nas eleições municipais de 07 de outubro de 1962.
A maior influência para ocorrer a emancipação do Distrito de Poção de Pedras, a cidade, foi a participação decisiva do vereador “Gerson Gomes de Sá”, representante altivo do poder Legislativo Municipal de Pedreiras, que através de muitas reuniões e reivindicações conseguiu finalmente apoio da maioria dos representantes daquele poder, juntamente com o apoio do Chefe do Poder Executivo de Pedreiras, o senhor Prefeito Municipal na época “Vicente Lima Benigno Magalhães”.
Neste Distrito, possuíam muitas famílias e cidadãos ilustres e importantes com respaldos tanto no cenário político da região do médio Mearim quanto no seio da sociedade política maranhense. No Distrito de Lago Achado destacavam-se as famílias de Liberato, José Alves de Macedo e Raimundo Roseno Ferreira (vereador por dois mandatos). No Distrito de Três Lagoas, destacavam-se a família dos Pintos, tendo como representantes os cidadãos Antenor Martins Pinto, Raimundo Martins Pinto (conhecido por Doca Pinto, foi vereador pelo município de Pedreiras), Raimundo Nonato Pinto, José Martins Pinto (Zeca Pinto - vereador) e Francisco de Arruda Pinto. Este clã tinha como maior representante o primeiro, Antenor Martins Pinto, cidadão muito conhecido em todo vale Médio do Mearim e no seio da política maranhense, homem de reputação ilibada muito admirado por todos os munícipes desta região, até mesmo por seus adversários. Foi o candidato que disputou a primeira eleição municipal para prefeito do município de Poção de Pedras, em 07 de outubro de 1962, sendo derrotado pelo candidato opositor, o vereador pelo município de Pedreiras, o senhor Gerson Gomes de Sá, representante altivo do Distrito de Poção de Pedras. Outro representante importante deste clã foi o vereador Francisco de Arruda Pinto, vereador pelo município de Pedreiras, candidato a vice-prefeito eleito nas eleições de outubro, obtendo uma vasta votação que superou a do candidato a prefeito eleito Gerson Gomes de Sá, pois naquelas eleições municipais os munícipes votavam em chapas separadas para prefeito, vice-prefeito e vereadores.         
Já no Distrito de Poção de Pedras, destacava-se as famílias de Sá (Gerson, Mário e Ariston) e dos Salvianos (Joaquim - vereador, Manoel, José e Antônio), Sebastião Feitosa (vereador) e depois seu filho Sebastião Feitosa Filho, Edimilson Martins (vereador), os Lucas, Raimundo Lucas de Brito, José Eduardo, que na época grande produtor de cachaça no Distrito e Severo Araújo subdelegado do povoado. Tendo o maior destaque ao vereador e representante deste Distrito, o comerciante Gerson Gomes de Sá. Já nos demais povoados circunvizinhos, como Água Branca destacava-se a família de Raimundo Barroso Neto (vereador), no povoado de Lucindo destacava-se as famílias Rafael Correia Barros (vereador e prefeito) e Antônio Alves Costa (vice-prefeito), no povoado de Serra do Aristóteles destacava-se Aristóteles Pires (vereador), Lagoa Bonita a família de José Batista Moraes(vereador), no povoado Santa Teresa destacava-se Lídio Gonçalves Lima (vereador e prefeito por duas vezes), no povoado de Alegria Francisco Alves da Silva (vereador) no Barro Vermelho destacava-se a família de Belo (Gerônimo Belo), a família de Fulgêncio (Francisco Fulgêncio) e a de Teófilo (Raimundo Rodrigues dos Santos). No povoado de Cana Brava destacava-se Eulino Borges grande comerciante, no povoado Taboca destacava-se Raimundo Salviano, no povoado de Cristo o prestígio ficava com a família de Joaquim Estevão, no povoado do Poço do Zuca pela família dos  Piauí, no povoado Sempre Verde vinha a família Cardoso de Macêdo do patriarca Moisés. Estes e demais memoráveis cidadãos, aqui não denominados escreveram a história política, econômica e social deste município.